# Rhopalizida
Rhopalizida is een kevergeslacht uit de familie van de boktorren (Cerambycidae). De wetenschappelijke naam van het geslacht werd voor het eerst geldig gepubliceerd in 1894 door Jordan.

## Soorten
Rhopalizida omvat de volgende soorten:
- Rhopalizida camerunica Schmidt, 1922
- Rhopalizida obtusa (Bates, 1879)
- Rhopalizida risbeci Lepesme, 1956
- Rhopalizida viridana Jordan, 1894